# 北鯖江パーキングエリア
北鯖江パーキングエリア（きたさばえパーキングエリア）は、福井県鯖江市下河端町にある北陸自動車道のパーキングエリアである。

## 施設
2008年（平成20年）7月11日、下り線に北陸自動車道のサービスエリア・パーキングエリア施設内で初となる24時間営業のコンビニエンスストアがオープンした。

### 上り線（米原・小浜方面）
- 駐車場
  - 大型 12台
  - 小型 32台
- トイレ
  - 男性 大3（和式0・洋式3）・小5
  - 女性 5（和式1・洋式4）
  - 車椅子用 1
- コンビニエンスストア
  - 大津屋が「オレボステーション」のブランド名で運営している[2]（24時間[3]）
- フードコート（24時間）
- 自動販売機
- ぷらっとパーク（24時間）

### 下り線（新潟・高山方面）
- 駐車場
  - 大型 11台
  - 小型 32台
- トイレ
  - 男性 大3（和式0・洋式3）・小5
  - 女性 5（和式1・洋式4）
  - 車椅子用 1
- コンビニエンスストア オレボステーション（24時間）
- フードコート（24時間）
- ぷらっとパーク（24時間）

## その他
鯖江商工会議所北陸新幹線に開通に伴う協議会によりスマートインターチェンジ併設が提言されたが、未定である

## 隣
E8 北陸自動車道
(7)鯖江IC - 北鯖江PA - (8)福井IC